# Breestraat 135-135a

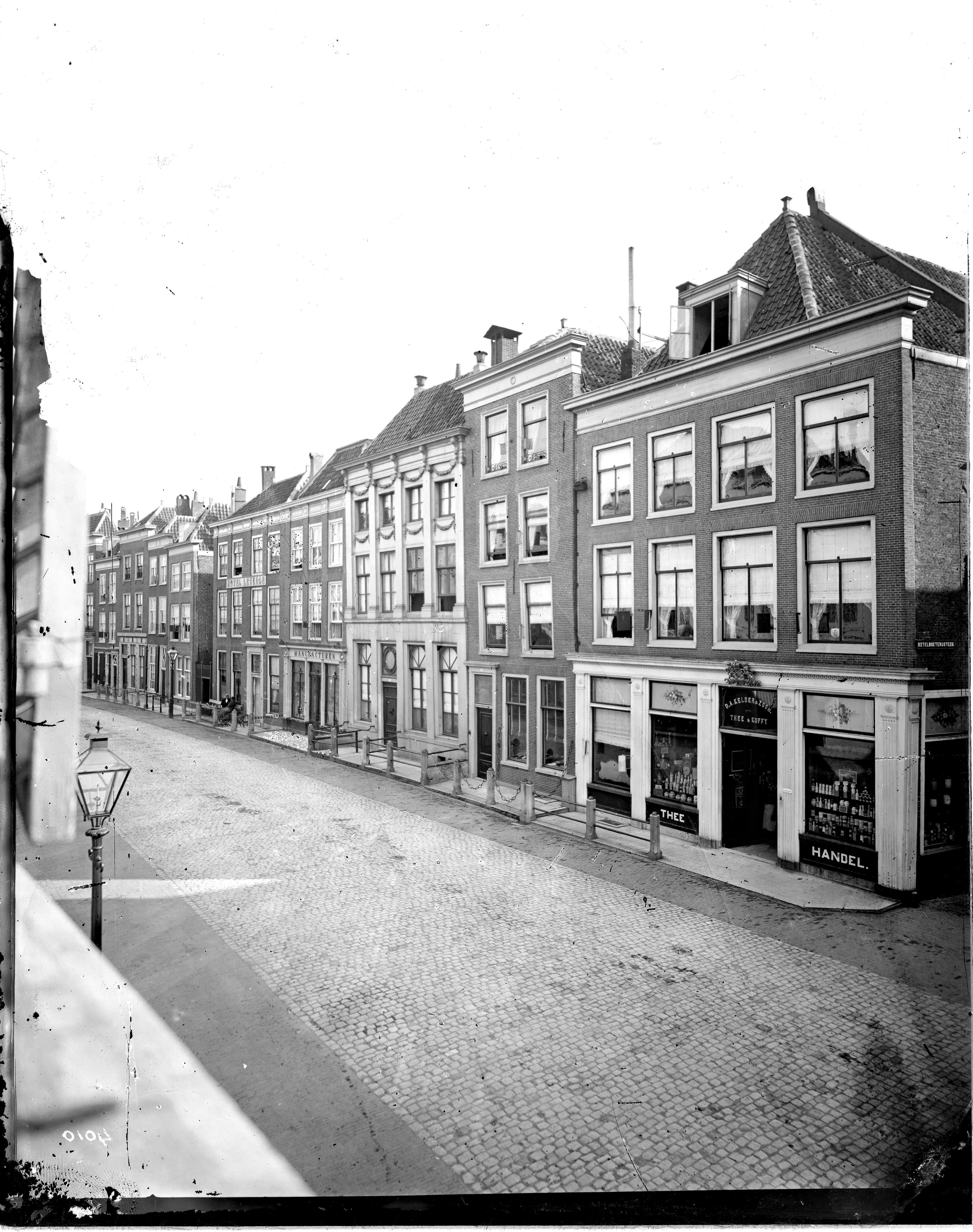
Breestraat 135, D.A.Kelder & Zoon, hoek Ketelboetersteeg, tot en met nummer 151 naar zuiden gezien, voor de aanleg van de paardentram in 1879.

Het woonwinkelpand aan de Breestraat 135/135a in de Nederlandse stad Leiden is sinds 1984 een gemeentelijk monument en kan beschouwd worden als Leidens oudst bekende woonhuis. Het pand staat ook bekend als studentenhuis Mon Repos.

## Geschiedenis
Uit onderzoek is gebleken dat de dakbalken oorspronkelijk afkomstig zijn uit de houten zijgevel van het huis. Op basis van deze balken kon de ouderdom van het huis worden geschat op ongeveer het jaar 1365. In 1595 is het rieten dak vervangen door dakpannen, waarvoor de oude balken als dakconstructie zijn hergebruikt. De lijstgevel dateert uit de 18e eeuw.
In de 19e en begin 20e eeuw bevond zich op de begane grond een winkel van D.J. Kelder, waar koffie, thee, koloniale waren en comestibles werden verkocht. De bovenverdiepingen deden vanaf 1928 dienst als studentenhuis voor bestuursleden van Minerva. Mogelijk is het daardoor een van de eerste studentenhuizen in Leiden of zelfs in Nederland. Als naam voor het studentenhuis werd Mon Repos bedacht ("Mijn Rustplek" in het Frans), dat verwijst naar de rustige studieplek voor de Minerva-leden. Een van de kamerbewoners was Kees Cath.
Tijdens de renovatie in 2005 werd in dit pand in een vals plafond een exemplaar gevonden van de rede die professor Rudolph Cleveringa op 26 november 1940 hield na het ontslag van alle joodse medewerkers van de Leidse Universiteit. Waarschijnlijk is het gevonden document daar verstopt uit angst voor de Duitse bezetter.